# Campeonato Mundial de Atletismo Juvenil de 2013
O Campeonato Mundial de Atletismo Juvenil de 2013 foi a 8ª edição do campeonato bienal organizado pela Federação Internacional de Atletismo (IAAF) em Donetsk, na Ucrânia, entre 10 e 14 de julho de 2013, para atletas classificados como juvenis com idade entre 16 e 17 anos em 31 de dezembro de 2013 (nascidos entre 1996 e 1997). O evento contou com um novo recorde de participantes, com 1532 atletas sendo (840 meninos / 713 meninas) de 161 nacionalidades num total de 40 provas disputadas. 

## Medalhistas
A longo de cinco dias de competição, 40 provas foram disputadas com um novo recorde de participantes 1.532 atletas. 
Masculino
| Evento                        | Ouro                                                                        | Ouro        | Prata                                                                       | Prata    | Bronze                                                         | Bronze   |
| 100 m                         | Mo Youxue · China                                                           | 10.35 WjL   | Ojie Edoburun · Grã-Bretanha                                                | 10.35    | Reynier Mena · Cuba                                            | 10.37    |
| 200 m                         | Michael O'Hara · Jamaica                                                    | 20.63 WjL   | Vítor Hugo dos Santos · Brasil                                              | 20.67    | Reynier Mena · Cuba                                            | 20.79    |
| 400 m                         | Martin Manley · Jamaica                                                     | 45.89 WjL   | Ryan Clark · Estados Unidos                                                 | 46.46    | Alexander Lerionka Sampao · Quênia                             | 46.78    |
| 800 m                         | Alfred Kipketer · Quênia                                                    | 1:48.01     | Konstantin Tolokonnikov · Rússia                                            | 1:48.29  | Kyle Langford · Grã-Bretanha                                   | 1:48.32  |
| 1500 m                        | Robert Kiptoo Biwott · Quênia                                               | 3:36.77     | Tesfu Tewelde · Eritreia                                                    | 3:42.14  | Titus Kipruto Kibiego · Quênia                                 | 3:42.97  |
| 3000 m                        | Yomif Kejelcha · Etiópia                                                    | 7:53.56     | Vedic Kipkoech · Quênia                                                     | 7:55.60  | Alexander Mutiso Munyao · Quênia                               | 7:56.86  |
| 110 m com barreiras           | Jaheel Hyde · Jamaica                                                       | 13.13       | Marlon Humphrey · Estados Unidos                                            | 13.24    | Lu Yang · China                                                | 13.33    |
| 400 m com barreiras           | Marvin Williams · Jamaica                                                   | 50.39 WjL   | Wang Yang · China                                                           | 50.78    | Kenneth Selmon · Estados Unidos                                | 51.30    |
| 2000 m com obstáculo          | Meresa Kahsay · Etiópia                                                     | 5:19.99 WjR | Nicholas Kiptanui Bett · Quênia                                             | 5:20.92  | Justus Kipkorir Lagat · Quênia                                 | 5:30.00  |
| Revezamento Medley            | Jamaica · Waseem Williams · Michael O'Hara · Okeen Williams · Martin Manley | 1:49.23 WjR | Estados Unidos · Jaalen Jones · Noah Lyles · Taylor McLaughlin · Ryan Clark | 1:50.14  | Japão · Daiki Oda · Shunto Nagata · Kakeru Yamaki · Kaisei Yui | 1:50.52  |
| Marcha atlética 10 km         | Toshikazu Yamanishi · Japão                                                 | 41:53.80    | Maksim Krasnov · Rússia                                                     | 42:03.10 | Diego García · Espanha                                         | 42:03.32 |
| Salto com vara                | Harry Coppell · Grã-Bretanha                                                | 5.25        | Huang Bokai · China                                                         | 5.20     | Lev Skorish · Israel                                           | 5.10     |
| Salto em distância            | Anatoliy Ryapolov · Rússia                                                  | 7.79        | Fang Yaoqing · China                                                        | 7.53     | Isaiah Moore · Estados Unidos                                  | 7.53     |
| Salto triplo                  | Lázaro Martínez · Cuba                                                      | 16.63 =     | Fang Yaoqing · China                                                        | 16.48    | Dimitri Antonov · Alemanha                                     | 16.02    |
| Salto em altura               | Woo Sang-Hyuk Coreia do Sul                                                 | 2.20        | Bai Jiaxu · China                                                           | 2.18     | Christoff Bryan · Jamaica                                      | 2.16     |
| Arremesso de peso (6 kg)      | Patrick Müller · Alemanha                                                   | 22.02       | Henning Prüfer · Alemanha                                                   | 21.94    | Mohamed Magdi Hamza · Egito                                    | 20.58    |
| Lançamento de disco (1,75 kg) | Matthew Denny · Austrália                                                   | 67.54 WjL   | Henning Prüfer · Alemanha                                                   | 65.62    | Cheng Yulong · China                                           | 62.80    |
| Lançamento de martelo (6 kg)  | Matija Greguric · Croácia                                                   | 79.38       | Pavel Paliakou · Bielorrússia                                               | 79.02    | Matthew Denny · Austrália                                      | 78.67    |
| Lançamento de dardo           | Matija Muhar · Eslovênia                                                    | 78.84       | Norbert Rivasz-Tóth · Hungria                                               | 78.27    | Pablo Bugallo · Espanha                                        | 76.63    |
| Decatlo júnior                | Karsten Warholm · Noruega                                                   | 6451        | Feliks Shestopalov · Rússia                                                 | 6260     | Jan Doležal · Chéquia                                          | 6222     |

Feminino
| Evento                        | Ouro                                                                     | Ouro         | Prata                                                                               | Prata    | Bronze                                                                    | Bronze   |
| 100 m                         | Ky Westbrook · Estados Unidos                                            | 11.33        | Ariana Washington · Estados Unidos                                                  | 11.40    | Ángela Tenorio · Equador                                                  | 11.41    |
| 200 m                         | Irene Ekelund · Suécia                                                   | 22.92        | Ángela Tenorio · Equador                                                            | 23.13    | Ariana Washington · Estados Unidos                                        | 23.20    |
| 400 m                         | Sabrina Bakare · Grã-Bretanha                                            | 52.77        | Olivia Baker · Estados Unidos                                                       | 53.38    | Tiffany James · Jamaica                                                   | 53.56    |
| 800 m                         | Aníta Hinriksdóttir · Islândia                                           | 2:01.13      | Dureti Edao · Etiópia                                                               | 2:03.25  | Raevyn Rogers · Estados Unidos                                            | 2:03.32  |
| 1500 m                        | Tigist Gashaw · Etiópia                                                  | 4:14.25      | Dawit Seyaum · Etiópia                                                              | 4:15.51  | Alexa Efraimson · Estados Unidos                                          | 4:16.07  |
| 3000 m                        | Lilian Kasait Rengeruk · Quênia                                          | 8:58.74 WjL  | Berhan Demiesa · Etiópia                                                            | 9:00.06  | Silenat Yismaw · Etiópia                                                  | 9:01.63  |
| 110 m com barreiras           | Yanique Thompson · Jamaica                                               | 12.94 WjR    | Dior Hall · Estados Unidos                                                          | 13.01    | Mikiah Brisco · Estados Unidos                                            | 13.29    |
| 400 m com barreiras           | Helene Swanepoel · África do Sul                                         | 58.08 WjL    | Tia-Adana Belle · Barbados                                                          | 58.42    | Lisa-Marie Jacoby · Alemanha                                              | 58.75    |
| 2000 m com obstáculo          | Rosefline Chepngetich · Quênia                                           | 6:14.60      | Daisy Jepkemei · Quênia                                                             | 6:15.12  | Weynshet Ansa · Etiópia                                                   | 6:30.05  |
| Revezamento Medley            | Estados Unidos · Dior Hall · Ky Westbrook · Raevyn Rogers · Olivia Baker | 2:05.15 WjL  | Ilhas Virgens Britânicas · Taylor Hill · Nelda Huggins · Jonel Lacey · Tarika Moses | 2:07.40  | Japão · Mizuki Nakamura · Nana Fujimori · Seika Aoyama · Nanako Matsumoto | 2:07.61  |
| Marcha atlética 5 km          | Olga Shargina · Rússia                                                   | 22:13.91 WjL | Momoko Mizota · Japão                                                               | 22:42.77 | Noemi Stella · Itália                                                     | 22:48.95 |
| Salto com vara                | Robeilys Peinado · Venezuela                                             | 4.25         | Alayna Lutkovskaya · Rússia                                                         | 4.15     | Krista Obižajeva · Letónia                                                | 4.05     |
| Salto em distância            | Florentina Marincu · Roménia                                             | 6.42         | Keturah Orji · Estados Unidos                                                       | 6.39     | Natalia Chacińska · Polónia                                               | 6.22     |
| Salto triplo                  | Florentina Marincu · Roménia                                             | 13.75 WjL    | Wang Rong · China                                                                   | 13.69    | Keturah Orji · Estados Unidos                                             | 13.69    |
| Salto em altura               | Eleanor Patterson · Austrália                                            | 1.88         | Erika Furlani · Itália                                                              | 1.82     | Rhizlane Siba · Marrocos · Julia du Plessis · África do Sul               | 1.79     |
| Arremesso de peso (6 kg)      | Emel Dereli · Turquia                                                    | 20.14        | Alena Bugakova · Rússia                                                             | 18.60    | Ashlie Blake · Estados Unidos                                             | 17.57    |
| Lançamento de disco (1,75 kg) | Xie Yuchen · China                                                       | 56.34        | Claudine Vita · Alemanha                                                            | 52.59    | Liang Xinyun · China                                                      | 51.50    |
| Lançamento de martelo (6 kg)  | Réka Gyurátz · Hungria                                                   | 73.20        | Helga Völgyi · Hungria                                                              | 71.95    | Valeriia Semenkova · Ucrânia                                              | 68.62    |
| Lançamento de dardo           | Mackenzie Little · Austrália                                             | 61.47        | Yulenmis Aguilar · Cuba                                                             | 59.94    | Anete Kocina · Letónia                                                    | 54.26    |
| Heptatlo júnior               | Celina Leffler · Alemanha                                                | 5747 WjR     | Emma Stenlöf · Suécia                                                               | 5590     | Louisa Grauvogel · Alemanha                                               | 5581     |

## Quadro de medalhas

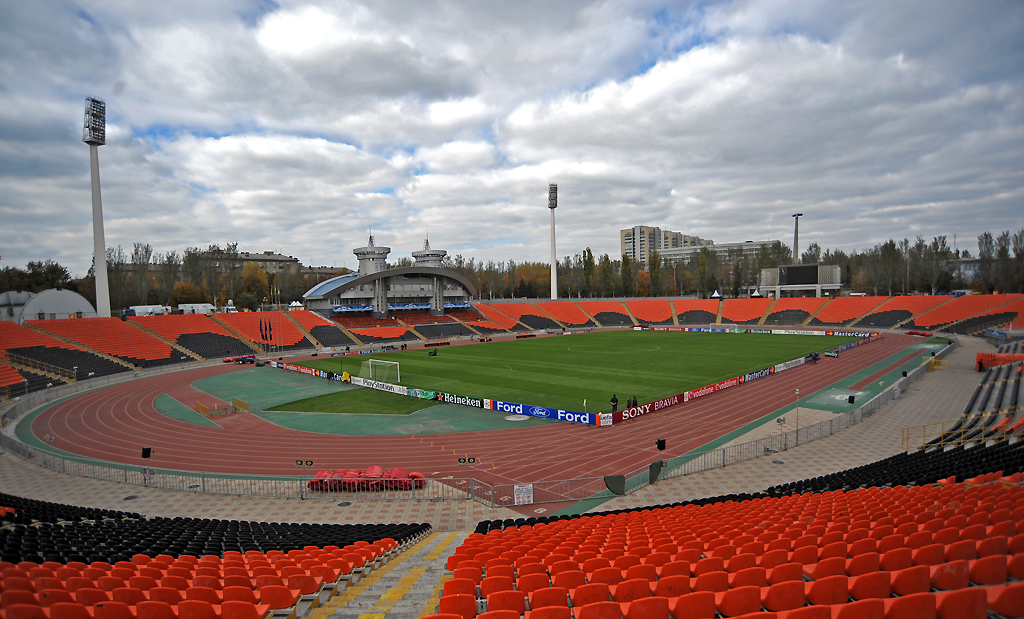
Estádio anfitrião em Donetsk

País sede destacado.
| Ordem | País                     | Ouro | Prata | Bronze |     |
| 1     | Jamaica                  | 6    | 0     | 2      | 8   |
| 2     | Quênia                   | 4    | 3     | 4      | 11  |
| 3     | Etiópia                  | 3    | 3     | 2      | 8   |
| 4     | Austrália                | 3    | 0     | 2      | 5   |
| 5     | Estados Unidos           | 2    | 7     | 8      | 17  |
| 6     | China                    | 2    | 6     | 3      | 11  |
| 7     | Rússia                   | 2    | 5     | 0      | 7   |
| 8     | Alemanha                 | 2    | 3     | 3      | 8   |
| 9     | Grã-Bretanha             | 2    | 1     | 1      | 4   |
| 10    | Roménia                  | 2    | 0     | 0      | 2   |
| 11    | Hungria                  | 1    | 2     | 0      | 3   |
| 12    | Cuba                     | 1    | 1     | 2      | 4   |
| 12    | Japão                    | 1    | 1     | 2      | 4   |
| 14    | Suécia                   | 1    | 1     | 0      | 2   |
| 15    | África do Sul            | 1    | 0     | 1      | 2   |
| 16    | Croácia                  | 1    | 0     | 0      | 1   |
| 16    | Islândia                 | 1    | 0     | 0      | 1   |
| 16    | Noruega                  | 1    | 0     | 0      | 1   |
| 16    | Eslovênia                | 1    | 0     | 0      | 1   |
| 16    | Coreia do Sul            | 1    | 0     | 0      | 1   |
| 16    | Turquia                  | 1    | 0     | 0      | 1   |
| 16    | Venezuela                | 1    | 0     | 0      | 1   |
| 23    | Equador                  | 0    | 1     | 1      | 2   |
| 23    | Itália                   | 0    | 1     | 1      | 2   |
| 25    | Barbados                 | 0    | 1     | 0      | 1   |
| 25    | Bielorrússia             | 0    | 1     | 0      | 1   |
| 25    | Brasil                   | 0    | 1     | 0      | 1   |
| 25    | Ilhas Virgens Britânicas | 0    | 1     | 0      | 1   |
| 25    | Eritreia                 | 0    | 1     | 0      | 1   |
| 30    | Letónia                  | 0    | 0     | 2      | 2   |
| 30    | Espanha                  | 0    | 0     | 2      | 2   |
| 32    | Chéquia                  | 0    | 0     | 1      | 1   |
| 32    | Egito                    | 0    | 0     | 1      | 1   |
| 32    | Israel                   | 0    | 0     | 1      | 1   |
| 32    | Marrocos                 | 0    | 0     | 1      | 1   |
| 32    | Polónia                  | 0    | 0     | 1      | 1   |
| 32    | Ucrânia                  | 0    | 0     | 1      | 1   |
|       | Total                    | 39   | 39    | 40     | 118 |

Legenda
| Recorde mundial       | Recorde mundial (World record)               |                       | Recorde africano                      | Recorde africano (African) |                                           | Q | Classificado por posição (Qualified) |
| Recorde do campeonato | Recorde do campeonato (Championship record)  | Recorde da América    | Recorde da América (Americas)         | q                          | Classificado por melhor tempo (Qualified) |   |                                      |
| Melhor marca do ano   | Melhor marca do ano (World leading)          | Recorde asiático      | Recorde asiático (Asian)              | DNS                        | Não largou (Did not start)                |   |                                      |
| Recorde nacional      | Recorde nacional (National record)           | Recorde europeu       | Recorde europeu (European)            | DNF                        | Não terminou (Did not finish)             |   |                                      |
| Recorde pessoal       | Recorde pessoal do atleta (Personal best)    | Recorde da Oceania    | Recorde da Oceania (Oceania)          | DSQ / DQ                   | Desclassificado (Disqualified)            |   |                                      |
| Recorde da temporada  | Recorde da temporada do atleta (Season best) | Recorde sul-americano | Recorde sul-americano (South America) | NM                         | Sem marca (No mark)                       |   |                                      |